# Браслетник
Браслетник (Amphidium) — рід мохів, що належать до родини Orthotrichaceae.
Рід має космополітичне поширення.

## Види
Види:
- Amphidium aloysii-sabaudiae Negri, 1908
- Amphidium brevifolium Brotherus, 1913